# Martin Hinds
Martin Hinds, né le 10 avril 1941 à Penarth, décédé le 1er décembre 1988, était un orientaliste britannique,

## Ouvrages
- (en) Martin Hinds et El-Said Badawi, A dictionary of Egyptian Arabic, Beirut, Librairie du Liban, 1986 (réimpr. 2009) (ISBN 9789953865225 et 9953865221)
- Arabic Documents from the Ottoman Period from Qasr Ibrîm. Egypt Exploration Society (Texts from excavations 8), avec Hamdi Sakkout, 1986[1].
- Qasr Ibrîm in the Ottoman Period: Turkish and further Arabic Documents, avec Victor Ménage, 1991.
- God's Caliph : Religious Authority in the First Centuries of Islam (2003)  (ISBN 0-521-54111-5), avec Patricia Crone, sur la répartition de l'autorité religieuse aux premiers temps de l'Islam, la naissance de la classe des oulémas, et l'évolution de la figure de Mahomet[2].